# 日立教育訓練用原子炉
日立教育訓練用原子炉（ひたちきょういくくんれんようげんしろ、英: Hitachi Training Reactor、略称:HTR）は、川崎市麻生区王禅寺地区にあった研究用原子炉。
日立製作所が原子炉設計技術の確立、原子力技術者の育成等を目的として建設した。原子炉の開発研究、放射化分析、放射性同位元素製造、材料照射および医療照射に利用された。民間初の国産原子炉建設であり、先に建設が開始されていた国産1号炉であるJRR-3（1962年9月初臨界）よりも先に初臨界を達成したため、国産零号炉とも呼ばれた。

## 年表
- 1960年5月13日 - 原子炉設置承認[2]
- 1961年12月25日 - 初臨界[2]
- 1962年6月25日 - 定格出力100kW到達
- 1968年8月 - 医療照射開始
- 1975年2月 - 運転停止
- 1975年10月 - 解体作業開始
- 1976年4月 - 解体作業終了
- 2005年10月 - 保管していたすべての使用済燃料を搬出

## 仕様
- 型式: 濃縮ウラン軽水減速冷却型
- 熱出力: 100kW（定常運転）
- 燃料: 二酸化ウランペレット（10%濃縮）

燃料要素61本
定常運転用：直径9.8mm 有効長395mm
パルス運転用：直径7.8mm 有効長400mm
反射体要素85本
- 減速材: 軽水
- 冷却材: 軽水
- 反射材: 黒鉛、軽水
- 炉有効寸法：400mm×400mm×400mm[3]
- 有効炉心体積：40L[3]